# Список умерших в 756 году

## Январь
- 24 января — Гао Сяньчжи, военачальник китайской династии Тан.

## Март
- 6 марта — Балдред, отшельник, иерей, католический святой.

## Июнь
- 4 июня — Император Сёму, 45-й император Японии (724—749).
- 15 июня — Лотарь из Се, епископ Се (725—756), святой.

## Июль
- 15 июля — Ян-гуйфэй (37), героиня поэмы китайского поэта Бо Цзюйи «Вечная печаль».

## Декабрь
- Айстульф, король лангобардов (749—756).

## Дата смерти неизвестна или требует уточнения
- Ван Чанлин, китайский поэт.
- Ибн аль-Мукаффа, арабско-персидский писатель.
- Кормисош, хан Болгарии (753—756).
- Кутред, король Уэссекса (740—756).
- Галла Лупанио, 5-й венецианский дож (755—756).
- Пётр, герцог Фриуля.
- Форггус мак Келлайг, король Коннахта (742—756).
- Юсуф ибн Абд ар-Рахман аль-Фихри, последний вали Аль-Андалуса (747—756).